# Judo ai XIII Giochi dei piccoli stati d'Europa
Le prove di judo ai XIII Giochi dei piccoli stati d'Europa sono state disputate al Lefkotheon Indoor Hall di Nicosia, il 2, il 3 e il 5 giugno 2009. Il programma delle prove era diviso in 7 categorie maschili (60 kg, 66 kg, 73 kg, 81 kg, 90 kg, 100 kg, Squadre) e 6 femminili (48 kg, 52 kg, 57 kg, 63 kg, 70 kg, Squadre).

## Calendario
| Uomini | 66 kg 81 kg 100 kg | 60 kg 90 kg 73 kg |   | Squadre | 7  |
| Donne  | 52 kg 63 kg        | 48 kg 57 kg 70 kg |   | Squadre | 6  |
| Totale | 5                  | 6                 | 0 | 2       | 13 |

|  | Qualificazioni |  | FINALI |

## Podi

### Uomini
| Evento                                        | Oro                   | Argento          | Bronzo                               |
| fino a 60 kg (pesi super-leggeri) (dettagli)  | Yann Siccardi         | Yves Monn        | Kriss Law                            |
| fino a 66 kg (pesi mezzo-leggeri) (dettagli)  | Neoklis Skouroumounis | Habib Alouache   | Brent Law Daniel García González     |
| fino a 73 kg (pesi leggeri) (dettagli)        | Yoann Suau            | Alekos Lazarou   | Ruben Palacio Cordero Emanuel Moser  |
| fino a 81 kg (pesi medio-leggeri) (dettagli)  | Romain Palazzetti     | Aleksandar Manev | Denis Leider                         |
| fino a 90 kg (pesi medi) (dettagli)           | Bjarni Skulason       | Thierry Vatrican | Mirko Kaiser                         |
| fino a 100 kg (pesi medio-massimi) (dettagli) | Josep Thorhallsson    | Franck Vatan     | Stefan Albicker Christodoulos Zeniou |
| Squadre (dettagli)                            | Cipro                 | Monaco           | Liechtenstein Islanda                |

### Donne
| Evento                                       | Oro                      | Argento                | Bronzo                       |
| fino a 48 kg (pesi super-leggeri) (dettagli) | Nadine Thony             | Evelyn Tarwireyi       | Tiziana Apap                 |
| fino a 52 kg (pesi mezzo-leggeri) (dettagli) | Swetlana Breier          | Mireia Garcia Gonzalez | Yamina Sara Allag            |
| fino a 57 kg (pesi leggeri) (dettagli)       | Marie Muller             | Marilena Demosthenous  | Joanna Camilleri             |
| fino a 63 kg (pesi medio-leggeri) (dettagli) | Laura Salles Lopez       | Laura De Menech        | Manon Durbach Marcon Bezzina |
| fino a 70 kg (pesi medi) (dettagli)          | Anna Soffi Vikingsdottir | Anne Laure Bonnet      | Anja Kaiser                  |
| Squadre (dettagli)                           | Lussemburgo              | Monaco                 | Liechtenstein Andorra        |

## Medagliere
| Posizione | Paese         |    |    |    | Totale |
| --------- | ------------- | -- | -- | -- | ------ |
| 1         | Monaco        | 3  | 7  | 1  | 11     |
| 2         | Lussemburgo   | 3  | 0  | 2  | 5      |
| 3         | Islanda       | 3  | 0  | 1  | 4      |
| 4         | Cipro         | 2  | 4  | 1  | 7      |
| 5         | Liechtenstein | 1  | 1  | 6  | 8      |
| 6         | Andorra       | 1  | 1  | 3  | 5      |
| Totale    | Totale        | 13 | 13 | 14 | 40     |